# عصارخانه شیخ
عصار خانه شیخ مربوط به دوران‌های تاریخی پس از اسلام است و در اصفهان، خیابان عبد الرزاق، کوچه شیخ بهایی واقع شده و این اثر در تاریخ ۲ آبان ۱۳۴۹ با شمارهٔ ثبت ۹۰۵ به‌عنوان یکی از آثار ملی ایران به ثبت رسیده‌است.